# كريستيان بونيا
كريستيان هارسون بونيا غارزون ((بالإنجليزية: Cristian Bonilla)‏؛ مواليد 2 يونيو 1993) لاعب كرة قدم كولومبي يجيد اللعب في مركز حراسة المرمى لعب سابقاً مع نادي الفيحاء السعودي.

## روابط خارجية
- كريستيان بونيا على موقع الاتحاد الدولي (مؤرشف)  (الإنجليزية)
- كريستيان بونيا على موقع قاعدة بيانات كرة القدم.إي يو (الإنجليزية)
- كريستيان بونيا على موقع Soccerway.com (الإنجليزية)
- كريستيان بونيا على موقع عالم كرة القدم.نت (الإنجليزية)
- كريستيان بونيا على موقع كووورة
- كريستيان بونيا على موقع أوليمبيديا (الإنجليزية)
- كريستيان بونيا على موقع AS.com (الإسبانية)